# Cercospora piaropi
Cercospora piaropi är en svampart som beskrevs av Tharp 1917. Cercospora piaropi ingår i släktet Cercospora och familjen Mycosphaerellaceae.   Inga underarter finns listade i Catalogue of Life.